# Liste der Nationalstraßen in Kamerun
Diese Liste führt die Nationalstraßen in Kamerun.
Es gibt drei Typen von Straßen, zum ersten die Fernstraßen beginnend mit N, zum zweiten die Provenzialstraßen beginnend mit einem P und zum dritten die Departmentstraßen beginnend mit D.

## Nationalstraßen
| Kurz | Name | Verlauf                                                    | Länge   |
| ---- | ---- | ---------------------------------------------------------- | ------- |
|      | N1   | Yaoundé – Bertoua – Maroua – Fotokol – Grenze nach Nigeria | 1640 km |
|      | N2   | Yaoundé – Mbalmayo – Ebolowa – Ambam – Grenze nach Gabun   | 270 km  |
|      | N3   | Yaoundé – Douala – Idenau                                  | 350 km  |
|      | N4   | Obala – Bafoussam                                          | 300 km  |
|      | N5   | Douala – Bafoussam                                         | 250 km  |
|      | N6   | Bachuo – Bafoussam – Meidougou                             | 900 km  |
|      | N7   | Edéa – Kribi                                               | 112 km  |
|      | N8   | Mutengene – Bachou Akagbe                                  | 230 km  |
|      | N9   | Mbalmayo – Mbalam                                          | 420 km  |
|      | N10  | Yaoundé – Bertoua                                          | 335 km  |
|      | N11  | Bamenda – Djingbe – Ntumbaw – Bamenda – (Ringstraße)       | 330 km  |
|      | N12  | Makassa – Yagoua – Grenze zum Tschad                       | 145 km  |
|      | N13  | Gidjiba – Touboro – Grenze zum Tschad                      | 290 km  |
|      | N14  | Mora – Kéraoua – Grenze nach Nigeria                       | 35 km   |
|      | N15  | Tibati – Olembe                                            | 390 km  |
|      | N16  | Loum – Mundemba                                            | 150 km  |
|      | N17  | Ebolowa – Kribi                                            | 185 km  |
|      | N18  | Mbet II – Bélabo                                           | 55 km   |

## Provenzialstraßen
| Kurz | Name | Verlauf                                        | Länge  |
| ---- | ---- | ---------------------------------------------- | ------ |
|      | P1   | Garoua – Kourgui                               | 277 km |
|      | P2   | Mokolo – Yagoua                                | 195 km |
|      | P3   | Pouss – Guider                                 | 195 km |
|      | P4   | Ngoura – Moloundou – Grenze zur Republik Kongo | 380 km |
|      | P5   | Batouri – Ndokayo                              | 150 km |
|      | P6   | Abong-Mbang – Lomié – Ngoila                   | 120 km |
|      | P7   | Mbama – Sangmélima                             | 125 km |
|      | P8   | Nomajos – Campo                                | 335 km |
|      | P9   | Mbalelon – Eséka                               | 77 km  |
|      | P10  | Ebolowa – Bafia                                | 290 km |
|      | P11  | Nkon Ngok – Ndikiniméki                        | 95 km  |
|      | P12  | Malarba – Paksal                               | 230 km |
|      | P14  | Douala – Edéa                                  | 90 km  |
|      | P15  | Djoukou – Bafang                               | 170 km |
|      | P16  | Loum – Yingi                                   | 100 km |
|      | P18  | Njikwa – Mbengwi                               | 20 km  |
|      | P19  | Bakebe – Dschang                               | 77 km  |
|      | P20  | Foumban – Jakiri                               | 70 km  |
|      | P23  | Ekoua – Akonolinga                             | 12 km  |
|      | P25  | Manki – Gah                                    | 200 km |
|      | P28  | Yagoua – Kousséri                              | 250 km |
|      | P29  | Guider – Mayo Sangé                            | 90 km  |
|      | P34  | Gouna – Gimdou                                 | 130 km |
|      | P43  | Kenzou – Sembé                                 | 23 km  |

## Departmentstraßen
Die Regionalstraßen beginnen mit D.